# Hernán Cline
Hernán Cline (3 de septiembre de 1975) es un exciclista argentino naturalizado uruguayo.
Nació en Berisso, provincia de Buenos Aires (Argentina). Se trasladó a Uruguay para competir en la Vuelta Ciclista de la Juventud de 1994 y su muy buena actuación (culminó 2.º) despertó el interés de los dirigentes del club ciclista Cruz del Sur que lo contrataron en sus filas.
A partir de allí hizo toda su carrera ciclística en Uruguay, en donde se radicó y luego de nacionalizarse (alrededor del año 2003) llegó a competir por la selección uruguaya.
Sus principales victorias han sido las dos Rutas de América que obtuvo en forma consecutiva (2009 y 2010).

## Palmarés
1996
- 1 etapa de la Vuelta Ciclista del Uruguay

2001
- 1 etapa de la Vuelta Ciclista del Uruguay

2003
- 1 etapa de Rutas de América
- 1 etapa de la Vuelta Ciclista del Uruguay

2005
- 1 etapa de la Vuelta Ciclista del Uruguay

2006
- 1 etapa de la Vuelta Ciclista del Uruguay

2009
- General de Rutas de América[5]

2010
- General de Rutas de América[6]